# Liste der Auszeichnungen von Machine Head

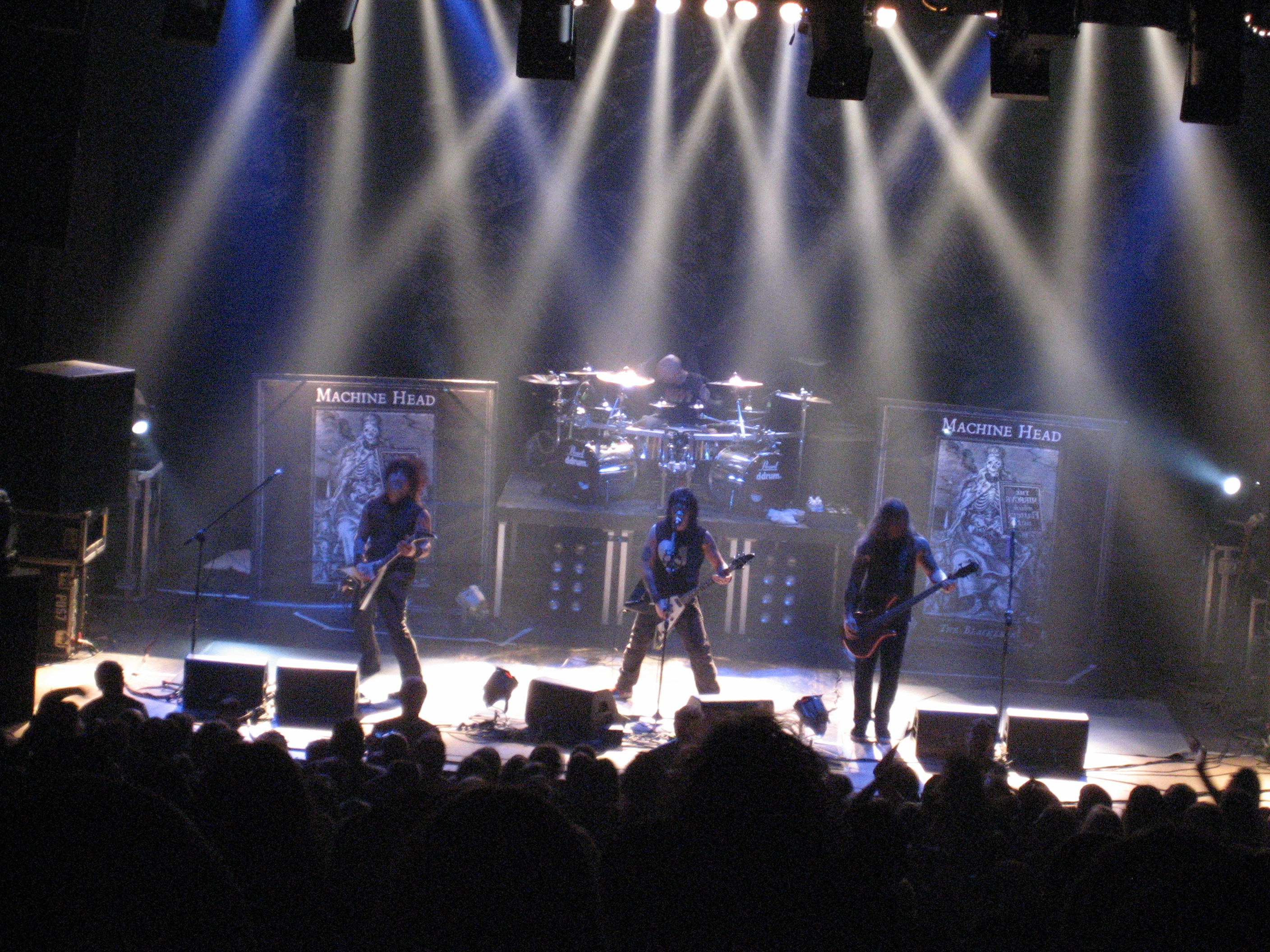
Machine Head live 2007

Die Liste ist eine Übersicht über die Auszeichnungen und Nominierungen der US-amerikanischen Band Machine Head. Gelistet werden sowohl Nominierungen und Auszeichnungen bei Preisverleihungen.

## Auszeichnungen

### Grammy Awards
Die Grammy Awards werden seit 1959 von der National Academy of Recording Arts and Sciences vergeben und gelten als der bedeutendste Musikpreis der Welt. Machine Head wurden einmal nominiert.
| Jahr | Kategorie              | für                | Resultat  |
| ---- | ---------------------- | ------------------ | --------- |
| 2008 | Best Metal Performance | Aesthetics of Hate | Nominiert |

### Kerrang! Awards
Die Kerrang! Awards werden seit 1993 vom britischen Musikmagazin Kerrang! vergeben. Machine Head erhielten fünf Preise.
| Jahr | Kategorie             | für            | Resultat |
| ---- | --------------------- | -------------- | -------- |
| 2007 | Best Album            | The Blackening | Gewonnen |
| 2007 | Hard Rock Hero        | Machine Head   | Gewonnen |
| 2008 | Best Live Band        | Machine Head   | Gewonnen |
| 2009 | Inspiration           | Machine Head   | Gewonnen |
| 2012 | Kerrang! Hall of Fame | Machine Head   | Gewonnen |

### Loudwire Music Awards
Die Loudwire Music Awards werden seit 2011 vom Onlinemagazin Loudwire vergeben. Machine Head gewannen einen Preis bei neun Nominierungen.
| Jahr | Kategorie        | für                   | Resultat  |
| ---- | ---------------- | --------------------- | --------- |
| 2011 | Best Metal Album | Unto the Locust       | Nominiert |
| 2011 | Best Metal Song  | Locust                | Nominiert |
| 2011 | Best Video       | Locust                | Nominiert |
| 2011 | Best Artist      | Machine Head          | Nominiert |
| 2012 | Best Metal Band  | Machine Head          | Nominiert |
| 2012 | Best Metal Song  | Darkness Within       | Nominiert |
| 2012 | Best Metal Video | Darkness Within       | Gewonnen  |
| 2014 | Best Metal Album | Bloodstone & Diamonds | Nominiert |
| 2014 | Best Metal Video | Now We Die            | Nominiert |

### Metal Hammer Awards
Die Metal Hammer Awards werden seit 2009 vom deutschen Magazin Metal Hammer vergeben. Machine Head gewannen einen Preis bei zwei Nominierungen.
| Jahr | Kategorie                 | für          | Resultat  |
| ---- | ------------------------- | ------------ | --------- |
| 2012 | Beste internationale Band | Machine Head | Gewonnen  |
| 2015 | Beste internationale Band | Machine Head | Nominiert |

### Metal Hammer Golden Gods Awards
Die Metal Hammer Golden Gods Awards werden seit 2003 vom britischen Magazin Metal Hammer vergeben. Machine Head erhielten fünf Preise bei acht Nominierungen.
| Jahr | Kategorie               | für                      | Resultat  |
| ---- | ----------------------- | ------------------------ | --------- |
| 2007 | Album of the Year       | The Blackening           | Gewonnen  |
| 2007 | Golden God              | Robb Flynn               | Gewonnen  |
| 2008 | Best Live Band          | Machine Head             | Gewonnen  |
| 2010 | Best Live Band          | Machine Head             | Gewonnen  |
| 2011 | Best Live Band          | Machine Head             | Nominiert |
| 2012 | Riff Lord               | Robb Flynn & Phil Demmel | Gewonnen  |
| 2014 | King of the Internet    | Robb Flynn               | Nominiert |
| 2015 | Best international Band | Machine Head             | Nominiert |